# Evaluación tecnoeconómica
La evaluación tecnoeconómica o análisis técnico-económico (TEA) es un marco metodológico para analizar el desempeño técnico y económico de un proceso, producto o servicio. La TEA normalmente combina modelado de procesos, diseño de ingeniería y evaluación económica.
Ejemplos de aplicaciones de TEA incluyen la evaluación de la viabilidad económica de un proyecto específico, un pronóstico sobre la probabilidad del despliegue de una tecnología a cierta escala o una comparación del mérito económico de diferentes opciones tecnológicas que brindan el mismo servicio.